# Rancho Viejo de Pastores
Rancho Viejo de Pastores är en ort i Mexiko.   Den ligger i kommunen Yuriria och delstaten Guanajuato, i den centrala delen av landet, 210 km väster om huvudstaden Mexico City. Rancho Viejo de Pastores ligger 1 771 meter över havet och antalet invånare är 264.
Terrängen runt Rancho Viejo de Pastores är kuperad åt sydväst, men åt nordost är den platt. Runt Rancho Viejo de Pastores är det ganska glesbefolkat, med 50 invånare per kvadratkilometer. Närmaste större samhälle är Uriangato, 15,6 km väster om Rancho Viejo de Pastores. Trakten runt Rancho Viejo de Pastores består till största delen av jordbruksmark.